# Friedrich Kussin
Friedrich Wilhelm Enno Kussin (Aurich, 1 maart 1895 – Arnhem, 17 september 1944) was een Duits Generalmajor tijdens de Tweede Wereldoorlog. Hij was als Stadtkommandant van Arnhem verantwoordelijk voor de reguliere Duitse troepen in Arnhem tijdens de Slag om Arnhem.
In september 1943 kreeg generaal Kussin het bevel over Feldkommandantur 642 die de stad Arnhem moest verdedigen. Zijn hoofdkwartier was de Villa Heselbergh aan de Apeldoornse Weg in Arnhem. Tijdens operatie Market Garden landde de Britse 1e Luchtlandingsdivisie op 17 september 1944 bij Wolfheze om de Rijnbrug in Arnhem te veroveren. Kussin ging in zijn stafwagen op verkenning uit om gedetailleerde informatie te krijgen over de landingen. Die kreeg hij van SS-Sturmbannführer Sepp Krafft, commandant van het SS Panzer Grenadier Ausbildungs und Ersatz Bataillon 16, op zijn hoofdkwartier in Wolfheze. Krafft waarschuwde Kussin niet dezelfde weg terug te nemen naar zijn hoofdkwartier in Arnhem, maar meer de noordelijke route te nemen om eventuele Britse troepen te ontwijken. Kussin negeerde de waarschuwing en nam dezelfde weg terug. De auto van Kussin werd op de kruising Wolfhezerweg en Utrechtseweg door een verkenningspeloton van het Britse 3e Parachute Bataljon onder vuur genomen. Naast Kussin kwamen ook zijn oppasser en zijn chauffeur Josef Willeke om. 
Het lichaam van Kussin werd later overgebracht naar de Duitse militaire begraafplaats in Ysselsteyn. 
Het verhaal gaat dat Kussin gescalpeerd zou zijn, maar onderzoek wees uit dat dit niet het geval is geweest.

## Militaire loopbaan
- Fahnenjunker: 26 maart 1913[1][2]
- Fähnrich: 20 november 1913[1][2]
- Leutnant: 3 augustus 1914[1][2]
- Oberleutnant: 18 december 1917[1][2]
- Hauptmann: 1 februari 1926[1][2]
- Major: 1 juli 1934[1][2]
- Oberstleutnant: 1 januari 1937[1][2]
- Oberst: 1 oktober 1939[1][2]
- Generalmajor: 1 april 1943[1][2][3]

## Decoraties
- IJzeren Kruis 1914, 1e Klasse[2] en 2e Klasse[2]
- Erekruis voor Frontstrijders in de Wereldoorlog[1][2]
- Dienstonderscheiding van Leger en Marine, 1e Klasse (25 dienstjaren)[1][2]